# Chamaexeros serra
Chamaexeros serra là một loài thực vật có hoa trong họ Măng tây. Loài này được (Endl.) Benth. mô tả khoa học đầu tiên năm 1878.